# Christiane Pilz
Christiane Pilz (* 3. August 1975 in Karl-Marx-Stadt) ist eine deutsche Duathletin und Triathletin, die aufgrund ihrer Schwimmstärke im Triathlon zumeist bessere Resultate erreicht.

## Werdegang
Die Rostockerin betreibt Triathlon seit 1995. Zuvor war die Sportsoldatin von 1982 bis 1992 Seglerin und von 1993 bis 1995 Schwimmerin in den USA und für den PSV Rostock antretend. Seit 1997 gehört sie zum Nationalkader im Triathlon. 1996 wurde sie Landesmeisterin im Triathlon sowie Vizelandesmeisterin im Duathlon.
Mit der Mannschaft des TC FIKO Rostock stieg sie von der 2. in die 1. Bundesliga auf. 1997 wurde Pilz Vierte bei den Deutschen Meisterschaften im Triathlon und 15. im Duathlon. Ein Jahr darauf wurde sie Vizemeisterin im Duathlon und erneut Vierte bei der Deutschen Meisterschaft. Bei der Sommer-Universiade 1997 kam ein 16. Platz im Einzel und die Silbermedaille mit dem Team hinzu. Die Deutschen Meisterschaften 1998 brachten Rang vier im Triathlon und Rang sechs im Duathlon. Bei der Europameisterschaft gewann Pilz Mannschaftsgold.
Auch das Jahr 2000 verlief erfolgreich. Sowohl im Duathlon als Dritte als auch im Triathlon als Zweite gewann sie Medaillen bei den Deutschen Meisterschaften. Bei der EM wurde sie Sechste im Einzel und mit der Mannschaft gewann sie die Silbermedaille, in der Europacupgesamtwertung erreichte Pilz Platz fünf. Bei der Universiade kam die Silbermedaille im Einzel und Gold mit der Mannschaft hinzu.
Seit 2001 startete sie im Weltcup und erreichte hier mehrere Top-Ten-Platzierungen. Bei den Deutschen Meisterschaften im Triathlon konnte Pilz nun erstmals den Titel gewinnen. Die WM in Kanada beendete die Athletin als Zehnte. 2002 wiederholte Pilz den Gewinn des nationalen Titels. Bei der Europameisterschaft gewann sie Bronze im Einzelrennen und Gold mit der Mannschaft. Bei der WM in Mexiko kam sie auf den 18. Rang.
2003 war Pilz lange verletzt. Mit dem Team von asics Team Witten konnte sie allerdings in der Bundesliga den zweiten Rang erreichen.
2004 wurde Pilz Dritte der Deutschen Meisterschaft in Potsdam und verpasste bei der EM in Spanien als Vierte knapp eine weitere Medaille. Die WM beendete sie in Madeira als 26. Eine Ellbogenverletzung nach einem Sturz mit dem Rad verhinderte jedoch einen Start bei den Olympischen Spielen in Athen. Das einzige nennenswerte Ergebnis 2005 war der Vizemeistertitel in Potsdam.
Besonders erfolgreich verlief das Jahr 2007. Pilz wurde Deutsche Meisterin und Europameisterin und erreichte vier Platzierungen unter den Top Ten im Weltcup, darunter zwei dritte Ränge. 2008 konnte sich die Rostockern als Siebte beim Weltcup in Madrid für die Olympischen Spiele in Peking gegen Joelle Franzmann für den letzten freien Startplatz bei den Triathleten qualifizieren. In Peking belegte sie den 26. Platz. Im Jahre 2007 belegte sie beim 38. Müritzschwimmen den dritten Gesamtplatz von 441 Teilnehmern.
Am 20. November 2011 wurde Pilz Deutsche Meisterin bei den Polizeimeisterschaften im Crosslauf.
Christiane Pilz startet für den SC Neubrandenburg und sie wird von Klaus-Peter Weippert und Christian Bartsch trainiert. Seit Oktober 2009 ist sie als Beamtin im Polizeidienst des Landes Mecklenburg-Vorpommern tätig. Seit 2013 tritt sie nicht mehr international in Erscheinung.

## Sportliche Erfolge
| Datum/Jahr    | Rang | Wettbewerb                                          | Austragungsort    | Zeit        | Bemerkung |
| ------------- | ---- | --------------------------------------------------- | ----------------- | ----------- | --- |
| 22. Juni 2013 | 16   | Alpen-Triathlon                                     | Schliersee        | 02:06:38    | |
| 15. Aug. 2010 | 2    | USPE Europäische Polizeimeisterschaften Triathlon   | Kitzbühel         | 02:05:51    | Polizei-Europameisterschaft auf der olympischen Distanz (1,5 km Schwimmen, 40 km Radfahren und 10 km Laufen) |
| 25. Juli 2009 | 22   | ITU Triathlon World Championship Series 2009        | Hamburg           | 02:00:46    | beim fünften Rennen der Saison                                                                               |
| 20. Juni 2009 | 1    | DTU Deutsche Meisterschaft Triathlon                | Schliersee        | 02:19:26    | Deutsche Triathlon-Meisterin auf der Kurzdistanz beim Alpen-Triathlon                                        |
| 31. Mai 2009  | 4    | ITU Triathlon World Championship Series 2009        | Madrid            | 02:06:01    | |
| 18. Aug. 2008 | 26   | Olympische Sommerspiele 2008                        | Peking            | 02:03:46,82 | Der Wettbewerb bestand aus den drei Disziplinen 1,5 km Schwimmen, 40 km Radfahren und 10 km Laufen.          |
| 15. Juli 2007 | 1    | DTU Deutsche Meisterschaft Triathlon                | München           |             | Deutsche Triathlon-Meisterin auf der Kurzdistanz beim München-Triathlon                                      |
| 25. Aug. 2004 | DNS  | Olympische Sommerspiele 2004                        | Athen             | –           | Ellbogenverletzung nach Sturz mit dem Rad verhinderte den Start                                              |
| 20. Juni 2004 | 3    | DTU Deutsche Triathlon-Meisterschaft                | Potsdam           | 01:52:26    | |
| 6. Juli 2002  | 3    | ETU Short Distance Triathlon European Championships | Győr              | 01:59:25    | |
| 16. Juni 2002 | 1    | DTU Deutsche Meisterschaft Triathlon                | Frankfurt am Main |             | Deutsche Triathlon-Meisterin Kurzdistanz                                                                     |
| 10. Juni 2001 | 1    | DTU Deutsche Meisterschaft Triathlon                | Frankfurt am Main |             | Deutsche Triathlon-Meisterin Kurzdistanz                                                                     |
| 2001          | 12   | Goodwill Games                                      | Brisbane          | 02:06:37    | [ 3 ] |
| 5. Aug. 2000  | 2    | FISU World University Triathlon Championships       | Tiszaújváros      | 02:00:48    | |
| 25. Juni 2000 | 2    | DTU Deutsche Triathlon-Meisterschaft                | Frankfurt am Main |             | |
| 3. Juli 1999  | 12   | ETU Short Distance Triathlon European Championships | Funchal           | 02:04:00    | Triathlon-Europameisterschaft auf der Kurzdistanz                                                            |

| Datum/Jahr | Rang | Wettbewerb                            | Austragungsort | Zeit | Bemerkung                         |
| ---------- | ---- | ------------------------------------- | -------------- | ---- | --------------------------------- |
| 2000       | 3    | DTU Deutsche Meisterschaften Duathlon | Zeitz          |      | Deutsche Duathlon-Meisterschaften |

| Datum/Jahr    | Rang | Wettbewerb    | Austragungsort | Distanz | Zeit    | Bemerkung                                                     |
| ------------- | ---- | ------------- | -------------- | ------- | ------- | ------------------------------------------------------------- |
| 26. Juni 2011 | 1    | DPM Crosslauf | Darmstadt      | 6,7 km  | 26:23,8 | Deutsche Polizeimeisterin im Crosslauf über die lange Distanz |

(DNF – Did Not Finish)